# 蕨 (駆逐艦)
|                  | |
| 艦歴             | |
| 計画             | 1917年度 |
| 起工             | 1920年10月12日 |
| 進水             | 1921年9月28日 |
| 就役             | 1921年12月19日 |
| その後           | 1927年8月24日 美保関沖で訓練中に神通と衝突して沈没（美保関事件）                                                  |
| 除籍             | 1927年9月15日 |
| 性能諸元（計画） | |
| 排水量           | 基準：公表値 770トン 常備：850.00トン                                                                             |
| 全長             | 全長：290 ft 0 in (88.39 m) 水線長：280 ft 0 in (85.34 m) 垂線間長：275 ft 0 in (83.82 m)                         |
| 全幅             | 26 ft 0 in (7.92 m)または7.93m                                                                                    |
| 吃水             | 8 ft 0 in (2.44 m)                                                                                                |
| 深さ             | 16 ft 3 in (4.95 m)                                                                                               |
| 推進             | 2軸 x 400rpm 直径 8 ft 6 in (2.59 m)、ピッチ3.378m または直径2.565m、ピッチ3.353m                                 |
| 機関             | 主機：ブラウン・カーチス式オールギアードタービン(高低圧) 2基 出力：21,500shp ボイラー：ロ号艦本式缶(重油専焼) 3基 |
| 速力             | 36ノット |
| 燃料             | 重油240トン |
| 航続距離         | 3,000カイリ / 14ノット                                                                                            |
| 乗員             | 計画乗員 107名 竣工時定員 110名                                                                                   |
| 兵装             | 45口径三年式12cm砲 単装3門 三年式機砲 2挺 53cm連装発射管 2基4門 魚雷8本                                           |
| 搭載艇           | 内火艇1隻、18ftカッター2隻、20ft通船1隻                                                                           |
| 備考             | ※トンは英トン |

蕨（わらび）は、大日本帝国海軍の駆逐艦で、樅型駆逐艦の20番艦である。1927年、訓練中の事故により、日本海で沈没した（美保関事件）。船体の一部は海底で現存している。

## 艦歴
1920年（大正9年）10月12日、藤永田造船所で起工。1921年（大正10年）9月28日午後5時30分に進水、同年12月19日に竣工した。
1927年（昭和2年）8月24日午後11時20分、島根県美保ヶ関沖で戦技訓練中、軽巡洋艦「神通」と衝突。15分後に沈没した（美保関事件）。

### 残骸発見
2020年（令和2年）9月、九州大学を中心としたチームが、美保関沖33㎞の海底で蕨の残骸を発見した。この時に発見されたのは蕨の艦首部分であり、翌2021年（令和3年）7月には艦首の発見地点から北西10km沖の部分で、蕨および僚艦「葦」の脱落した艦尾部分が発見された。

## 艦長
※『日本海軍史』第9巻・第10巻の「将官履歴」及び『官報』に基づく。
艤装員長
- 渡辺彝治 少佐：1921年10月1日[12] -

駆逐艦長
- 渡辺彝治 少佐：1921年12月19日[13] - 1922年12月1日[14]
- 藍原有孝 少佐：1922年12月1日 - 1923年12月1日
- 友成佐市郎 少佐：1923年12月1日 - 1924年6月1日
- 日台虎治 少佐：1924年6月1日 - 1924年8月1日
- 久我徳一 少佐：1924年8月1日[15] - 1925年12月1日[16]
- 池田久雄 少佐：1925年12月1日[16] - 1926年2月5日[17]
- 直塚八郎 少佐：1926年2月5日 - 1926年11月1日
- 五十嵐恵 少佐：1926年12月1日[18] - 1927年8月24日殉職

## 参考文献

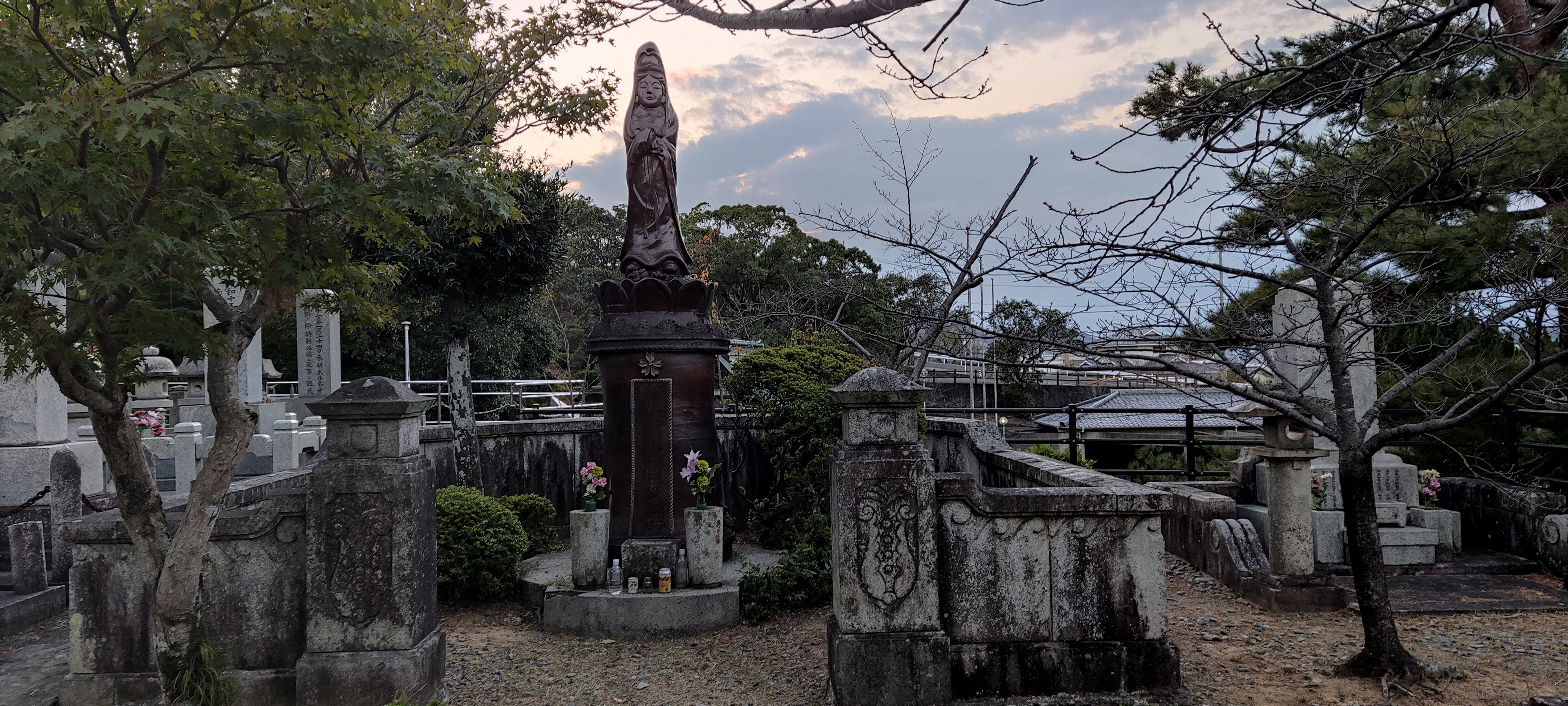
駆逐艦蕨及葦殉職者忠魂碑（佐世保海軍墓地）